# Albert Mehrabian
Albert Mehrabian (ur. 1939) – psycholog, profesor emerytowany Uniwersytetu Kalifornijskiego w Los Angeles (UCLA).
Absolwent (ze stopniem Master Degree) Massachusetts Institute of Technology, otrzymał stopień naukowy doktora na Clark University, od 1964 r. związany z UCLA.
Znany w szczególności z prac nad rolą i istotą komunikacji niewerbalnej w relacjach międzyludzkich.

## Składowe przekazu w teorii Mehrabiana
Według Mehrabiana przekaz w komunikacji międzyludzkiej można podzielić na trzy składowe:
- treść wypowiedzi
- brzmienie głosu (głośność, intonacja wewnątrz wyrazów, intonacja słów w zdaniu, pauzy, parajęzyk)
- komunikację niewerbalną (mimika, komunikacja przez dotyk, zachowanie dystansu osobniczego, gesty, postawa, wygląd zewnętrzny)

Sformułował również zasadę, znaną jako zasada 7-38-55, według której procentowy udział powyższych składowych w komunikacji postaw, uczuć i emocji kształtuje się następująco:
- treść wypowiedzi 7%
- brzmienie głosu 38%
- komunikacja niewerbalna 55%

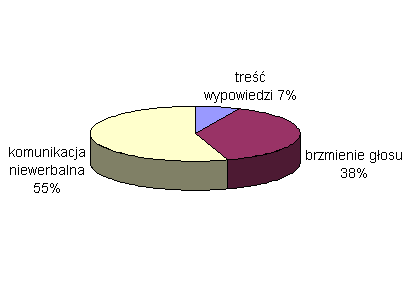
Wykres ilustrujący regułę 7-38-55 A. Mehrabiana

Dominacja przekazu niewerbalnego i brzmienia głosu nad treścią jest szczególnie wyraźna, kiedy obydwie grupy przekazu są ze sobą sprzeczne – Mehrabian udowodnił, że w takiej sytuacji odbiorcy komunikatu w większości polegają na przekazie niewerbalnym i brzmieniu głosu, ignorując treść wypowiedzi.
Na przykład: dana osoba mówi, że jest jej wesoło, ale jej twarz jest smutna i mówi bardzo cicho – Odbiorca komunikatu będzie przekonany, że dana osoba jest smutna.

## Błędy w interpretacji teorii Mehrabiana
Często próbuje się interpretować regułę 7-38-55 w kontekście każdej sytuacji komunikacyjnej. Warto zaznaczyć, że Mehrabian badał zależności komunikacji werbalnej i niewerbalnej tylko w kontekście komunikacji postaw i uczuć, czyli w sytuacji, kiedy osoba badana mówiła o swoich uczuciach, przekonaniach, postawach.
Teorii Mehrabiana nie można więc przenosić na pozostałe sytuacje komunikacyjne (np. komunikację faktów, danych)

## Wątpliwości związane z regułą 7-38-55
Reguła została stworzona na podstawie wyników dwóch eksperymentów, opublikowanych w 1967 r. w artykułach: „Decoding of Inconsistent Communications”, oraz „Inference of Attitudes from Nonverbal Communication in Two Channels”. W pierwszym eksperymencie badano zależność treści wypowiedzi od brzmienia głosu, w drugim natomiast – zależność mimiki od brzmienia głosu. Na podstawie dwóch wyników badań zespół Mehrabiana ustalił współczynnik wszystkich trzech składowych przekazu jako 7:38:55.
To połączenie wyników dwóch niezależnych eksperymentów przysporzyło krytyki zespołowi Mehrabiana. Krytykę budził również dobór uczestników eksperymentu (jedynie kobiety), wyłączenie z badań innych niż mimika form komunikacji niewerbalnej oraz sztuczne środowisko eksperymentu (pojedyncze słowa były nagrywane na taśmie, a następnie odtwarzane).
Eksperymenty dotyczące teorii Mehrabiana były następnie kontynuowane. w 1970 r. przeprowadzono eksperyment w którym analizowano komunikację postawy uległości i dominacji. Zamiast pojedynczych zdjęć czy słów na taśmie, wykorzystano materiał wideo. Poszerzono zakres form komunikacji niewerbalnej (m.in. o postawę). Opublikowano wniosek, iż komunikacja kanałem niewerbalnym jest ok. 4.3 raza skuteczniejsza niż werbalna.
Z kolei następny eksperyment z 1992 r. dotyczył komunikacji nastrojów szczęśliwy/smutny. Stwierdzono, że komunikaty werbalne są 4 razy skuteczniejsze niż komunikacja przy pomocy samej tylko mimiki (taśma wideo bez głosu).

## Lista opublikowanych prac
Lista zawiera oryginalne publikacje. Nie uwzględnia tłumaczeń publikacji na inne języki.
1. Mehrabian, A.: An Analysis of Personality Theories, Prentice-Hall, Englewood Cliffs, New Jersey, 1968
2. Wiener, M., Mehrabian, A.: Language Within Language: Immediacy, a Channel in Verbal Communication, Appleton-Century-Crofts, New York, 1968
3. Mehrabian, A.: Tactics of Social Influence, Prentice-Hall, Englewood Cliffs, New Jersey, 1970
4. Mehrabian, A.: Silent Messages, Wadsworth, Belmont, California, 1971
5. Mehrabian, A.: Silent Messages: Implicit Communication of Emotions and Attitudes, wyd. 2, Wadsworth, Belmont, California, 1981
6. Mehrabian, A.: Nonverbal Communication, Aldine-Atherton, Chicago, Illinois, 1972
7. Mehrabian, A., Ksionzky, S.: A theory of affiliation, D.C. Heath, Lexington, Mass., 1974
8. Mehrabian, A. Russell, J.A.: An Approach to Environmental Psychology, M.I.T. Press, Cambridge, Mass., 1974
9. Mehrabian, A.: Public Places and Private Spaces: The Psychology of Work, Play, and Living Environments: Basic Books, New York, 1976
10. Mehrabian, A.: Basic Behavior Modification, Human Sciences Press, New York, 1978
11. Mehrabian, A.: Basic Dimensions for a General Psychological Theory: Implications for Personality, Social, Environmental, and Developmental Studies, Oelgeschlager, Gunn & Hain, Cambridge, Mass., 1980
12. Mehrabian, A.: Eating Characteristics and Temperament: General Measures and Interrelationships, Springer-Verlag, New York, 1987
13. Mehrabian, A.: Your Inner Path to Investment Success: Insights into the Psychology of Investing, Probus, Chicago, 1991
14. Mehrabian, A.: The Name Game: The Decision That Lasts a Lifetime, Penguin Group, New York, 1992